# Norvégia éghajlata
Norvégia éghajlata összességében véve enyhébb, mint a vele hasonló szélességi körön fekvő területeké. Ennek oka elsősorban az Észak-atlanti-áramlat, annak mellékáramlatával, a Norvég-áramlattal közösen, melyek együttes hatására a hőmérséklet magasabb tartományban mozog, mint az azonos földrajzi szélességeken elhelyezkedő területeknél. A túlnyomórészt délnyugati irányból érkező légáramlatoknak köszönhetően a partvidéki területek enyhébb időjárással bírnak, ráadásul a délnyugat-északkeleti irányban húzódó partvonal mentén messze északra is eljutnak a kedvező hatással bíró enyhébb légáramlatok.
A januári átlaghőmérséklet Brønnøysund 14,6 °C, amely melegebb, mint az azonos szélességen fekvő alaszkai Nome település januári átlaghőmérséklete, amely –14,9 °C, jóllehet mindkét város az adott kontinens nyugati partvidékén fekszik az északi szélesség 65 fokán. Júliusban ez a különbség azonban lecsökken +2,9 °C-ra.
Norvégiában már több, mint 150 éve működik meteorológiai szolgálat. A Norvég Meteorológiai Intézet (Norsk Meteorologisk Institutt, 2002-től Meteoroligisk Institutt) 1866. december elseje óta méri, gyűjti, illetve rendszerezi és elemzi az ország időjárási adatait. A meteorológiai szolgálat mind az éghajlatkutatás, mind pedig az oceanográfia területén kiterjedt kutatási tevékenységet folytat.

## Csapadék
A Norvég Meteorológiai Intézet adatai alapján mintegy 20 százalékkal több csapadék hullik az ország területén átlagosan, mint 1900-ban. Az előrejelzések azt mutatják, hogy további 10-20 százalékos bővülés várható a 21. század végére. Ennek hátterében az éghajlatváltozás miatti hőmérséklet-emelkedés áll. Oslóban az elmúlt 50 év során a csapadékos órák száma megközelítőleg 60 százalékkal emelkedett. Dél- és Kelet-Norvégiában még ennél is jelentősebb mértékben emelkedett a csapadékos órák száma. Főleg a nyugati területeken nőtt a csapadék intenzitása részben a tenger felől érkező alacsony légnyomású időjárási rendszerek kialakulása miatt. A hirtelen lezúduló nagy mennyiségű csapadék miatt villámárvizek kialakulása várható, ami az anyagi károkozáson túl az ország ivóvízkészleteinek minőségét is ronthatja. Az egyre nyirkosabbá, nedvesebbé váló éghajlat egyúttal a gombás fertőzések elszaporodásával, illetve a lakások elvizesedésének veszélyével is együtt jár.
Vestlandet bizonyos részei és Nordland megye déli vidékei az európai kontinens legcsapadékosabb vidékei, a partvonaltól bentebb futó hegyláncolatnak köszönhetően az itt megemelkedő nedves tengeri légtömegek a nyugati területeket bőséges csapadékkal látják el. Brekke községben, Sogn og Fjordane megye területén, hullik a legtöbb éves csapadékmennyiség az országban, itt 3 575 mm az éves csapadék átlagos mennyisége, ami a hegyvidéki területeken elérheti egyes években az 5000 mm-t is.
Az északi sarkkör közelében fekvő Lurøy településen évente átlag 2935 mm csapadék hullik le, ami egy sarkvidéki területet figyelembe véve jelentős mennyiségnek számít. A tengerparti vidékeken az őszi hónapok, valamint a tél eleje számít az év legcsapadékosabb időszakának, míg az áprilistól júniusig tartó időszak a legszárazabb. A fjordok legbelső részei azonban furcsa módon száraznak számítanak, Lærdalban például az éves csapadékmennyiség átlaga mindössze 491 mm, ugyanez az érték Levangerben 750 mm, míg a Lyngenfjord végénél található Skibotnban mindössze 300 mm. Ez utóbbi tartja az országos rekordot a tiszta, felhőtlen napok számát tekintve. A hegyektől keletre eső területeken az éghajlat jóval kontinentálisabb jelleget ölt, kevesebb csapadékmennyiséggel, több napsütéses órával, melegebb nyarakkal. A csapadék leginkább a nyári hónapokban, illetve kora ősszel hullik, gyakran heves záporokkal, míg télen és tavasszal kevésbé csapadékos az idő. A hegyvonulatokkal körbezárt völgyek szárazabbak és Finnmark megye területén van egy nagyobb kiterjedésű terület, ahol az éves csapadékmennyiség kevesebb, mint 400 mm.
A Svalbardi repülőtéren mérték Norvégiában a legalacsonyabb éves csapadékmennyiséget, amely csupán 190 mm volt. A kontinentális területen található Skjåk településen mindössze 278 mm az átlag, míg a Dovre községben található Hjerkinnben mérték a legkevesebb éves csapadékmennyiséget, ami 64 mm volt.
A havi átlagos csapadékmennyiség az áprilisban Skjåkban mérhető 5 mm-től, egészen a szeptemberben Brekkében mérhető 454 mm-ig terjed. A tengerparton, a Vardøtól északra fekvő Lindesnesben több, mint 200 napon fordulhat elő valamilyen csapadék, ugyanakkor ezek átlagos értéke 0,1 mm körül alakul egy-egy alkalommal. Oslóban évente átlag 77 olyan nap van, amikor 3 mm-nél több csapadék hullik, míg ugyanez Kristiansandban már 96 nap, Bergenben 158 nap, Trondheimben 93, míg Tromsøben 109 nap.

### Hó
Június közepén átlagosan Norvégia déli részeinek mintegy 5 százalékát szokta hó borítani, míg az északi vidékek mintegy 10 százaléka van általában az év közepén hó alatt. Troms megyében júniusban általában átlagosan a megye területének mintegy 10-15 százalékát borítja hó júniusban. 2015 júniusában azonban Troms megye mintegy 35 százaléka volt hótakaróval borítva, míg az ország déli vidékeinek mintegy negyede volt hó alatt, északon pedig a terület mintegy egy harmada.
A fővárosban, Oslóban a rekord hóvastagság 62 cm volt, amit 1967-ben mértek. A magasabban fekvő Tryvannban a valaha mért legnagyobb hóvastagság 302 cm volt. Sandnesben 2012. december 13-án 24 óra alatt 55 cm hó hullott, amely a már korábban lehullott 15 centi hóval együtt összesen 68 cm vastag hóréteggé állt össze, ami meghaladta a korábbi 1925-ben mért rekord hóvastagságot.

## Hőmérséklet
Finnmarksviddában, de a szárazföld belsejében délebbre is kemény hidegek lehetnek; Rørosban -50 °C-ot is mértek, Tynsetben a januári átlag -13 °C. 

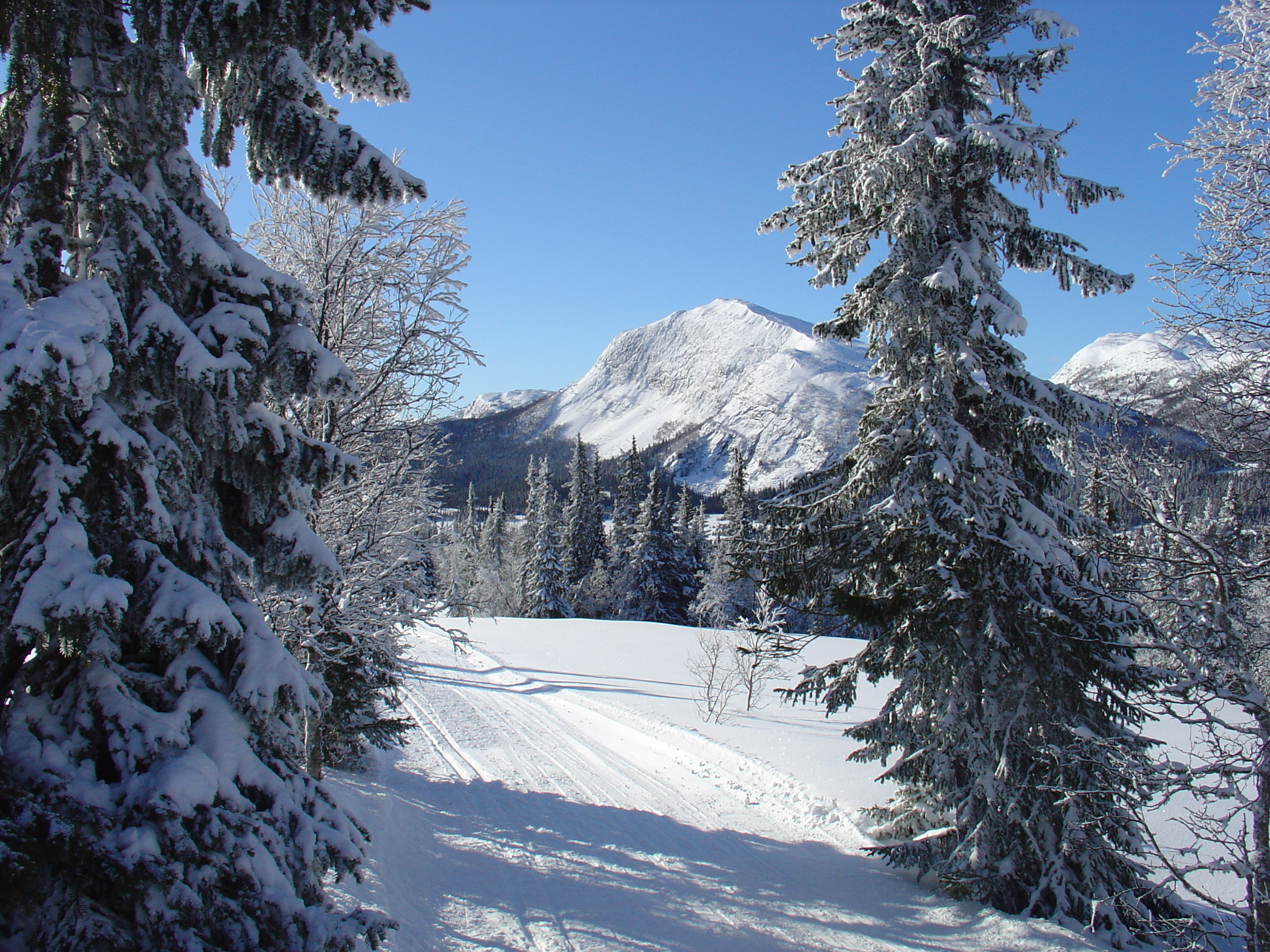
A szárazföld belsejének völgyeit télen hó borítja; Sigdalban a februári átlag 7 °C (1961-90). Az inverzió meteorológiai jelensége miatt a völgyek mélye télen gyakran hidegebb, mint a hegyoldalak.

A Norvég Meteorológiai Intézet adatai alapján mintegy 1 Celsius-fokkal magasabb az átlaghőmérséklet az országban, mint 1900-ban, továbbá csak az elmúlt 15 év alatt (2002-2017 közt) mintegy fél fokkal emelkedett az átlaghőmérséklet. Az éghajlatkutatók számításai szerint, ha az emberi eredetű légszennyezés szintje a jelenlegi mértékű marad, akkor az évszázad végére további 4,5 fokos hőmérséklet-emelkedéssel lehet számolni az átlaghőmérsékletet tekintve. A hosszútávú előrejelzések alapján 2050-ben már több helyen is előfordulhat, hogy akár +40 °C-ig is felszökjön a hőmérők higanyszála nyáron. A hőmérséklet emelkedésével várhatóan az asztmában, illetve különböző allergiás megbetegedésekben szenvedők száma is meg fog emelkedni a jövőben. A mezőgazdaságban a tenyészidőszak hossza várhatóan kitolódik majd. A szárazabb időszakok során azonban megnövekedhet az aszályok súlyossága és az erdőtüzek száma. Az emelkedő hőmérséklet hatására az ország déli részén megszaporodhatnak a kullancsok is.
A tengerpartokon sokkal enyhébbek a telek, mint az azonos szélességi körökön a szárazföld belsejében. A parti területeken a leghidegebb és a legmelegebb hónapok közti hőmérsékleti különbség csak 11 - 15 °C; egyes világítótornyoknál az éves hőingadozás csak 10 °C, mint Svinøyben (Herøy), ahol a leghidegebb hónapban a hőmérséklet 2.7 °C. A szárazföld belsejében sokkal nagyobb a hőingás, legnagyobb (30 °C) Karasjokban. A leghidegebbek a telek
Az északi sarkkörtől északra fekvő Lofoten a világ legészakabbra fekvő helye, ahol a téli hónapok átlag hőmérséklete 0 °C felett van. Az ország déli és északi részei közti hőmérsékleti különbség tavasszal a legnagyobb; ekkor a legnagyobb a nappali és éjszakai hőmérséklet közti különbség is. A belső völgyekben és a fjordok menti legbelső területeken a legkevesebb a szél és a legmelegebbek a nyári napok; a legmelegebb az Oslo-fjord síkja, ahol a júliusi 24 órás átlaghőmérséklet 17 °C, de meg a 70. szélességi fokon fekvő Alta júliusi átlaga is 13,5 °C és a gyümölcsliget megszokott látvány a nyugati fjordok belső vidékein, de még Telemarkban is. A belső területek a hőmérsékleti csúcsot júliusban érik el, a parti területek augusztus első felében. A páratartalom nyáron általában alacsony.
| Hely | Magasság | Hőmérséklet (°C) | Hőmérséklet (°C) | Hőmérséklet (°C) | Csapadék/év | Termesztési időszak (nap) | Nyár (nap) | Hó >25 cm (nap) |
| Hely | Magasság | Jan              | Júl              | év               | Csapadék/év | Termesztési időszak (nap) | Nyár (nap) | Hó >25 cm (nap) |
| --- | -------- | ---------------- | ---------------- | ---------------- | ----------- | ------------------------- | ---------- | --------------- |
| Blindern/Oslo | 94 m     | -4,3             | 16,4             | 5,7              | 763 mm      | 188                       | 133        | 30              |
| Lillehammer | 242 m    | -9,1             | 14,7             | 2,9              | 660 mm      | 165                       | 108        | 110             |
| Geilo | 810 m    | -8,2             | 11,2             | 1,0              | 700 mm      | 127                       | 67         | 162             |
| Sognefjellhytta Lomban/Sognefjell | 1413 m   | -10,7            | 5,7              | -3,1             | 860 mm      | 58                        | 0          | 244             |
| Tønsberg | 10 m     | -3,2             | 16,8             | 6,3              | 930 mm      | 194                       | 136        | 9               |
| Kristiansand | 22 m     | -0,9             | 15,7             | 7,0              | 1380 mm     | 205                       | 145        | 21              |
| Sola/Stavanger | 7 m      | 0,8              | 14,2             | 7,4              | 1180 mm     | 215                       | 144        | 0               |
| Florida/Bergen | 12 m     | 1,3              | 14,3             | 7,6              | 2250 mm     | 215                       | 143        | 3               |
| Lærdal | 24 m     | -2,5             | 14,7             | 5,9              | 491 mm      | 193                       | 124        | 0               |
| Molde | 20 m     | 0,5              | 13,5             | 6,7              | 1640 mm     | 195                       | 120        | 54              |
| Kongsvoll Oppdalban/Dovrefjell | 885 m    | -9,8             | 9,9              | -0,3             | 445 mm      | 115                       | 9          | 127             |
| Værnes/Trondheim | 12 m     | -3,4             | 13,7             | 5,0              | 892 mm      | 180                       | 114        | 14              |
| Rørvik | 25 m     | -0,9             | 12,8             | 5,6              | 1285 mm     | 186                       | 106        | 9               |
| Fauske | 14 m     | -4,1             | 13,0             | 3,9              | 1040 mm     | 163                       | 95         | 88              |
| Leknes/Lofoten | 15 m     | -0,4             | 12,0             | 4,9              | 1225 mm     | 172                       | 79         | 39              |
| Bardufoss | 76 m     | -10,4            | 13,0             | 0,7              | 652 mm      | 134                       | 77         | 126             |
| Langnes/Tromsø | 8 m      | -3,8             | 11,8             | 2,9              | 1000 mm     | 139                       | 65         | 160             |
| Honningsvåg | 10 m     | -4,5             | 10,3             | 2,0              | 765 mm      | 115                       | 40         | 110             |
| Kirkenes | 10 m     | -11,5            | 12,6             | -0,2             | 450 mm      | 125                       | 65         | 140             |
| Longyearbyen/Svalbard | 28 m     | -14,6            | 6,5              | -6,0             | 210 mm      | 50                        | 0          | 34              |
| Termesztési időszak: Napok/év, amikor a 24 órás átlaghőmérséklet legalább 5 °C; egyes arktikus/alpesi növények akár még 0 °Con is nőnek. Nyár: Napok/év amikor a 24 órás átlaghőmérséklet legalább 10 °C; eszerint a nyár Oslóban május 12-én kezdődik, Bergenben május 21-én, Trondheimben május 21-én, Bardufossban június 11-én. Hó: Nap/év, amikor a hótakaró vastagsága legalább 25 cm; 1971–2000. |          |                  |                  |                  |             |                           |            |                 |

### Hőmérsékleti rekordok
Az adott hónapokban valaha mért legmagasabb hőmérsékleti értékeket mutatja a következő lista:
- Január: 1989.01.28. Tafjord, Møre og Romsdal megye +17,9 °C
- Február: 1990. 02.23. Sunndalsøra, Møre og Romsdal megye +18,9 °C
- Március: 2012.03.27. Landvik, Aust-Agder megye +23,1 °C
- Április: 2000.04.29. Sarpsborg, Østfold megye +27 °C
- Május: 2012.05.25. Gvarv, Telemark megye +31,1 °C
- Június: 1970.06.20. Nesbyen, Buskerud megye +35,6 °C
- Július: 1901.07.22. Trondheim, Sør-Trøndelag megye; 1901.07.27. Oslo +35 °C
- Augusztus: 1975.08.06. Hamar (Disen), Hedmark megye; 1982.08.03. Konnerud, Buskerud megye +35 °C
- Szeptember: 1906.09.02. Byglandsfjord, Aust-Agde megye; 1958.09.01. Meråker, Nord-Trøndelag megye +28,5 °C
- Október: 2005.10.11. Molde lufthavn, Møre og Romsdal megye +25,6 °C
- November: 2003.11.06. Tafjord, Møre og Romsdal megye +21,8 °C
- December: 1998.12.01. Sunndalsøra, Møre og Romsdal megye +18,3 °C

Az adott hónapokban valaha mért legalacsonyabb hőmérsékleti értékeket mutatja az alábbi lista:
- Január: 1886.01.01. Karasjok (Ovllá-Pierguolbba), Finnmark megye -51,4 °C
- Február: 1881. 02.04. Karasjok (Ovllá-Pierguolbba), Finnmark megye -50,6 °C
- Március: 1888.03.04. Karasjok (Ovllá-Pierguolbba), Finnmark megye -45,1 °C
- Április: 1924.04.09. Karasjok (Ovllá-Pierguolbba), Finnmark megye -36,5 °C
- Május: 1971.05.01. Čoavddatmohkki, Finnmark megye -25,0 °C
- Június: 1938.06.20. Fannaråki, Sogn og Fjordane megye; 1962.06.02. Fannaråki, Sogn og Fjordane megye -12,2 °C
- Július: 1951.07.05. Fannaråki, Sogn og Fjordane megye -8,3 °C
- Augusztus: 1948.08.29. Karasjok (Ovllá-Pierguolbba), Finnmark megye -9,3 °C
- Szeptember: 1928.09.30. Dividalen, Troms megye -16,5 °C
- Október: 1942.10.31. Šihččajávri, Finnmark megye -34,7 °C
- November: 1904.11.28. Karasjok (Ovllá-Pierguolbba), Finnmark megye -41,8 °C
- December: 1885.12.31. Karasjok (Ovllá-Pierguolbba), Finnmark megye -51,3 °C[14]

## Éghajlattáblázatok
| Hónap                         | Jan.  | Feb.  | Már.  | Ápr.  | Máj. | Jún. | Júl. | Aug. | Szep. | Okt.  | Nov.  | Dec.  | Év    |
| ----------------------------- | ----- | ----- | ----- | ----- | ---- | ---- | ---- | ---- | ----- | ----- | ----- | ----- | ----- |
| Rekord max. hőmérséklet (°C)  | 13,0  | 15,0  | 22,0  | 26,0  | 30,0 | 34,0 | 35,0 | 34,0 | 27,0  | 23,0  | 14,0  | 13,0  | 35,0  |
| Átlagos max. hőmérséklet (°C) | 1,0   | 2,0   | 6,0   | 9,0   | 16,0 | 20,0 | 22,0 | 20,0 | 16,0  | 10,0  | 4,0   | −1,0  | 10,5  |
| Átlagos min. hőmérséklet (°C) | −7,0  | −7,0  | −3,0  | 1,0   | 7,0  | 11,0 | 13,0 | 12,0 | 7,0   | 4,0   | −1,0  | −5,0  | 2,7   |
| Rekord min. hőmérséklet (°C)  | −26,0 | −25,0 | −21,0 | −16,0 | −4,0 | 1,0  | 4,0  | 2,0  | −4,0  | −11,0 | −16,0 | −24,0 | −26,0 |
| Átl. csapadékmennyiség (mm)   | 49    | 36    | 47    | 41    | 53   | 65   | 81   | 89   | 90    | 84    | 73    | 55    | 763   |
| Havi napsütéses órák száma    | 40    | 76    | 126   | 178   | 220  | 250  | 246  | 216  | 144   | 86    | 51    | 35    | 1668  |
| Forrás: The Weather Network   |       |       |       |       |      |      |      |      |       |       |       |       |       |

| Hónap                                                           | Jan. | Feb. | Már. | Ápr. | Máj. | Jún. | Júl. | Aug. | Szep. | Okt. | Nov. | Dec. | Év   |
| --------------------------------------------------------------- | ---- | ---- | ---- | ---- | ---- | ---- | ---- | ---- | ----- | ---- | ---- | ---- | ---- |
| Átlagos max. hőmérséklet (°C)                                   | 3,6  | 4,0  | 5,9  | 9,1  | 14,0 | 16,8 | 17,6 | 17,4 | 14,2  | 11,2 | 6,9  | 4,7  | 10,5 |
| Átlagos min. hőmérséklet (°C)                                   | −0,4 | −0,5 | 0,9  | 3,0  | 7,2  | 10,2 | 11,5 | 11,6 | 9,1   | 6,6  | 2,8  | 0,6  | 5,3  |
| Átl. csapadékmennyiség (mm)                                     | 190  | 152  | 170  | 114  | 106  | 132  | 148  | 190  | 283   | 271  | 259  | 235  | 2250 |
| Havi napsütéses órák száma                                      | 18   | 56   | 93   | 147  | 186  | 189  | 167  | 142  | 87    | 58   | 24   | 9    | 1176 |
| Forrás: World Meteorological Organisation, Hong Kong Observator |      |      |      |      |      |      |      |      |       |      |      |      |      |

| Hónap                               | Jan. | Feb. | Már. | Ápr. | Máj. | Jún. | Júl. | Aug. | Szep. | Okt. | Nov. | Dec. | Év  |
| ----------------------------------- | ---- | ---- | ---- | ---- | ---- | ---- | ---- | ---- | ----- | ---- | ---- | ---- | --- |
| Átlagos max. hőmérséklet (°C)       | 1,2  | 1,8  | 4,2  | 8,8  | 13,7 | 16,3 | 19,0 | 18,0 | 14,6  | 8,9  | 4,7  | 2,1  | 9,5 |
| Átlagos min. hőmérséklet (°C)       | −4,0 | −3,7 | −2,2 | 1,5  | 5,3  | 8,5  | 11,4 | 10,8 | 7,9   | 3,0  | −0,5 | −3,3 | 2,9 |
| Átl. csapadékmennyiség (mm)         | 73   | 68   | 72   | 52   | 43   | 71   | 76   | 80   | 84    | 78   | 67   | 78   | 841 |
| Forrás: eklima.met.no; Meteo-climat |      |      |      |      |      |      |      |      |       |      |      |      |     |

## Fordítás
Ez a szócikk részben vagy egészben  a   Geography of Norway című angol Wikipédia-szócikk ezen változatának fordításán alapul.  Az eredeti cikk szerkesztőit annak laptörténete sorolja fel. Ez a jelzés csupán a megfogalmazás eredetét és a szerzői jogokat jelzi, nem szolgál a cikkben szereplő információk forrásmegjelöléseként.